# Rorqual boreal
El rorqual boreal, rorqual del nord, balena del nord, rorqual de Rudolphi o rorqual de Rudolf (Balaenoptera borealis) és un rorqual de silueta estilizada i grandària mitjana.
A l'hemisferi nord, els mascles fan fins a 16,5 m i les femelles fins a 17,2 m. El pes dels adults oscil·la entre 18 i 25 tones.

## Distribució, hàbitat i situació de l'espècie
El rorqual boreal està amplament distribuït per tots els oceans, encara que no s'endinsa tant en les regions polars com ho fan les altres espècies de rorqual. A l'Atlàntic Nord, l'espècie ocupa les aigües del nord de les Illes Britàniques, Noruega i Islàndia a l'estiu, i a l'hivern es dispersa per una ampla franja que s'estén des de les costes d'Anglaterra fins a Mauritània. Les factories baleneres de la costa atlàntica ibèrica i l'estret de Gibraltar cada any capturaven alguns exemplars d'aquesta espècie.
A la Mediterrània, la presència del rorqual boreal és excepcional i l'única cita fiable d'aquesta espècie fou feta l'any 1973, quan una femella jove (7,3 m de llargada) va aparèixer avarada a la Punta del Fangar, al delta de l'Ebre.

## Biologia, ecologia i comportament

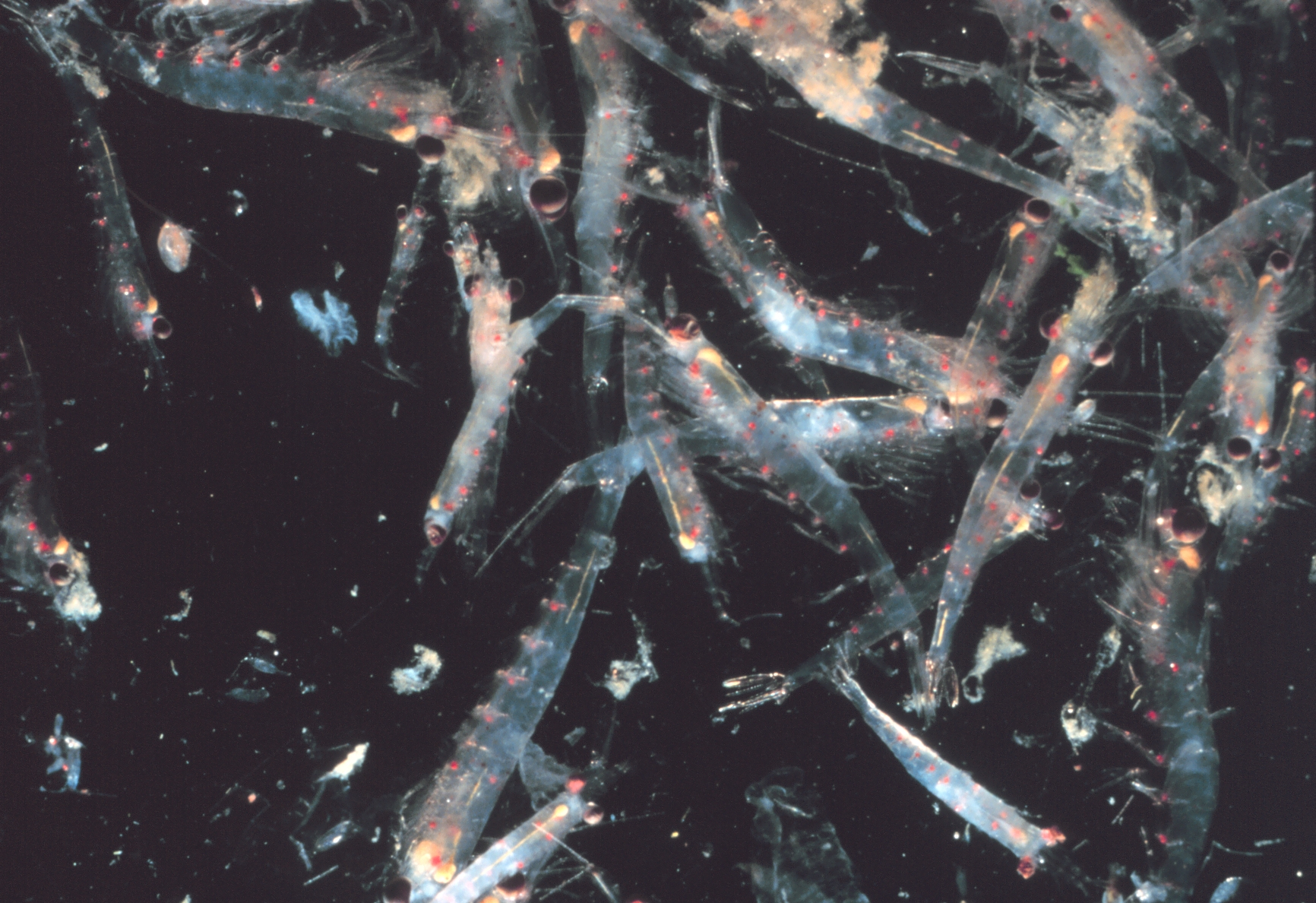
Exemplars de krill, un dels principals aliments del rorqual boreal

El rorqual boreal realitza moviments estacionals nord-sud semblants als descrits per al rorqual comú. La seva dieta es fonamenta en petits crustacis copèpodes (Calanus spp.), eufausiacis i amfípodes, tot i que sovint pot alimentar-se també de petits peixos de banc, com anxoves o sorells (Trachurus trachurus).
La reproducció té lloc a l'hivern. La gestació dura uns 10 mesos i mig, al cap dels quals neix un cadell d'uns 4,5 m de llargada corporal. El període de lactància s'estén al llarg de 6 mesos i els cadells són deslletats quan fan uns 9 m.
A l'hemisferi nord, la talla de maduresa sexual és d'uns 13 m.
Els rorquals boreals s'acostumen a trobar formant petits grups de fins a uns 5-7 individus, encara que en les àrees d'alimentació poden veure's agrupacions transitòries molt més grans si l'aliment està concentrat.

## Gestió i conservació

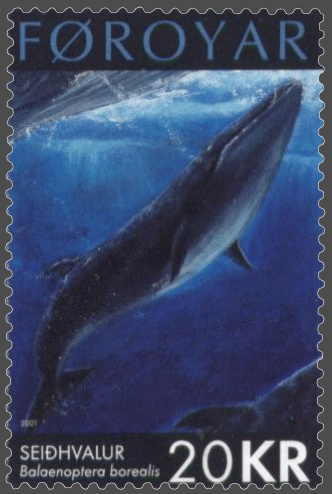
Segell de les illes Fèroe emès el 17 de setembre del 2001 amb el dibuix d'un rorqual boreal

El rorqual boreal està protegit pel conveni de Berna (annex III) i es troba catalogat dintre de l'apèndix I del CITES. A la llista vermella de la Unió Internacional per a la Conservació de la Natura (UICN) 2008, aquesta espècie està catalogada com en perill.
La seva excepcionalitat a la Mediterrània l'exclou de patir problemes d'interacció amb les activitats pesqueres o amb els desenvolupaments del litoral.